# Trom – Tödliche Klippen
Trom – Tödliche Klippen ist eine dänische Krimiserie aus dem Jahr 2022, die auf den Färöern spielt und dort auch gedreht wurde.
Eine Buchreihe des färöischen Schriftstellers Jógvan Isaksen lieferte die Romanvorlage. Regie führten Kasper Barfoed (Dicte), Davíð Óskar Olafsson (The Valhalla Murders) und Peter Ahlén; das Drehbuch schrieben Donna Sharpe und Torfinnur Jákupsson.
Die Serie hatte im deutschsprachigen Fernsehen im Sender Arte ab dem 6. Oktober 2022 Premiere und wurde sowohl auf Deutsch als auch im Original (Färöisch und Dänisch) mit deutschen Untertiteln (Arte-Mediathek) ausgesendet.

## Handlung
Der Journalist Hannis Martinsson kehrt nach vielen Jahren aus Dänemark zurück auf die Färöer, weil ihm die Umweltaktivistin Sonja eine Videobotschaft geschickt hat. Darin behauptet sie nicht nur, dass sie eine Geschichte für ihn habe – sie sei auch seine Tochter, von der er bislang nichts wusste. Bald darauf wird Sonja als vermisst gemeldet.
Die letzte der bisher sechs Folgen der Serie endet mit einem Cliffhanger.

## Kritik
- Beim Monte-Carlo-TV-Festival gewann Trom – Tödliche Klippen im Juni 2022 den Spezialpreis der Jury. Ulrich Thomsen wurde zudem als Bester Schauspieler ausgezeichnet.[2][3]
- Kathrin Hollmer auf Zeit.de: „Die Nordic-Crime-Serie (...) folgt einem erfolgreichen Rezept: spannender Kriminalfall plus eindrucksvolle Naturbilder, von der wilden Atlantikküste über grüne Hügel bis in einsame Hütten. Wer solche Krimis mag, wird von Trom nicht enttäuscht. Für alle anderen lohnt sich die Serie (...), weil sie sich Zeit nimmt für ein Portrait einer abgeschiedenen Inselgesellschaft, in der die Jungen immer mehr die Traditionen der Alten infrage stellen.“[4]